# Guillermo Fernández Casino
Guillermo Fernández Casino (Rubí, 18 de juny de 2008), conegut professionalment com a Guille Fernández, és un futbolista professional català que juga com a migcampista al Futbol Club Bacelona Atlètic. És internacional amb les categories inferiors de la selecció espanyola de futbol.
El seu cosí és el també jugador del Barcelona Toni Fernández, els seus respectius pares són germans i les seves mares també són germanes.